# Mihrengiz Kadınefendi
Mehr-Engiz Kadin Efendi (15. října 1869 – 12. října 1938), rodným jménem Fatma, byla manželka 35. osmanského sultána Mehmeda V. a matkou prince Ömera Hilmi Efendi. 

## Život
Fatma se narodila 15. října 1869 v Soči v Rusku. Narodila se do čerkeské rodiny Ubykhského původu. Měla jednoho bratra, Ibrahima Beye. V roce 1883 během války její rodina emigrovala do Kavkazu, odkud byla odvedena jako otrokyně do harému sultána. V paláci dostávala soukromé hodiny slušného chování a lekce na piáno. Poté dostala v harému funkci hlavní úlohu a to vychovávat a hlídat ostatní otrokyně a konkubíny. Brzy poté si ji princ Mehmed přejmenoval na Mihrengiz a oženil se s ní 4. dubna 1887 v paláci Veliahd. V roce 1888 se jim narodil syn, princ Ömer Hilmi. Na rozdíl od ostatních manželek sultána Mehmeda byla Mihrengiz velmi štíhlá, zatímco ostatní byly baculatější. Safiye Ünüvar, učitelka ve škole pro konkubíny v paláci zanechala na Mihrengiz vzpomníku:
V roce 1924 utekla společně se sultánem do exilu do Alexandrie. Její syn onemocněl a zemřel krátce po příjezdu do Alexandrie. Ona zemřela 12. prosince 1938 v Alexandrii a byla pohřbena v mauzoleu egyptského prince Omara Tusuna.

## Tituly
- 27. dubna 1909 – 17. října 1909:
- Devletlu İsmetlu Mihrengiz Üçüncü Kadınefendi Hazretleri (Její výsost třetí říšská žena, konkubína Mihrengiz)
- 17. října 1909 – 3. července 1918:
- Devletlu İsmetlu Mihrengiz İkinci Kadınefendi Hazretleri (Její výsost druhá říšská žena, konkubína Mihrengiz)